# 雲洞庵
雲洞庵（うんとうあん）は、新潟県南魚沼市雲洞に所在する曹洞宗の寺院である。山号は「金城山」。本尊は釈迦牟尼仏。「雲洞院」（『鎌倉大草紙』）とも。

## 歴史
南魚沼郡一帯にあたる上田庄に位置する。当寺の縁起や『日本洞上聯燈録』によれば、藤原房前の母である藤原先妣尼が庵を結び開祖とする伝承を持つ。また、養老元年（701年）房前が母の菩提を弔うため、尼寺を創建した。室町時代に至り直江津を本拠としていた関東管領の上杉憲実が永享元年（1430年）、寺伝によれば応永27年（1420年）に、越後ではじめての曹洞宗寺院である耕雲寺住職である傑堂能勝の法嗣の顕窓慶字を招き、禅寺として再興したという。上田庄は山内上杉氏との関わりを持ち、山内上杉氏を継いだ憲実は雲洞庵再興を企図していた叔父にあたる上杉憲定の意思を継いで再興を行ったという。憲実は文安4年（1447年）に政治から退くと、雲洞庵に隠棲している。のち直末27寺を有する越後有数の大寺院に発展し、耕雲寺（村上市）、種月寺（新潟市）、慈光寺（五泉市）と共に、越後四箇之道場と称された。
赤門からの参道の下には法華経の一石一字が書かれた石が埋められており古来より「雲洞庵の土踏んだか、関興寺の味噌嘗めたか」といわれ、参道を踏みしめて参詣することで御利益があるとされた。
戦国時代には北高全祝が第10世住職となる。北高全祝は雲洞庵で修行し住職になり、永禄8年（1565年）には甲斐国の武田信玄の招きにより信濃国佐久郡岩村田の竜雲寺住職となった。越後国主となる上杉景勝やその家臣である直江兼続が幼少期に、通天存達（第13世住職・長尾政景兄）らより勉学を学んだ寺とされる。

## 境内
境内には永享年間に造られ江戸時代に再建された赤門や、同じく江戸時代に出雲崎の大工である小黒甚内を棟梁として再建された本堂がある。

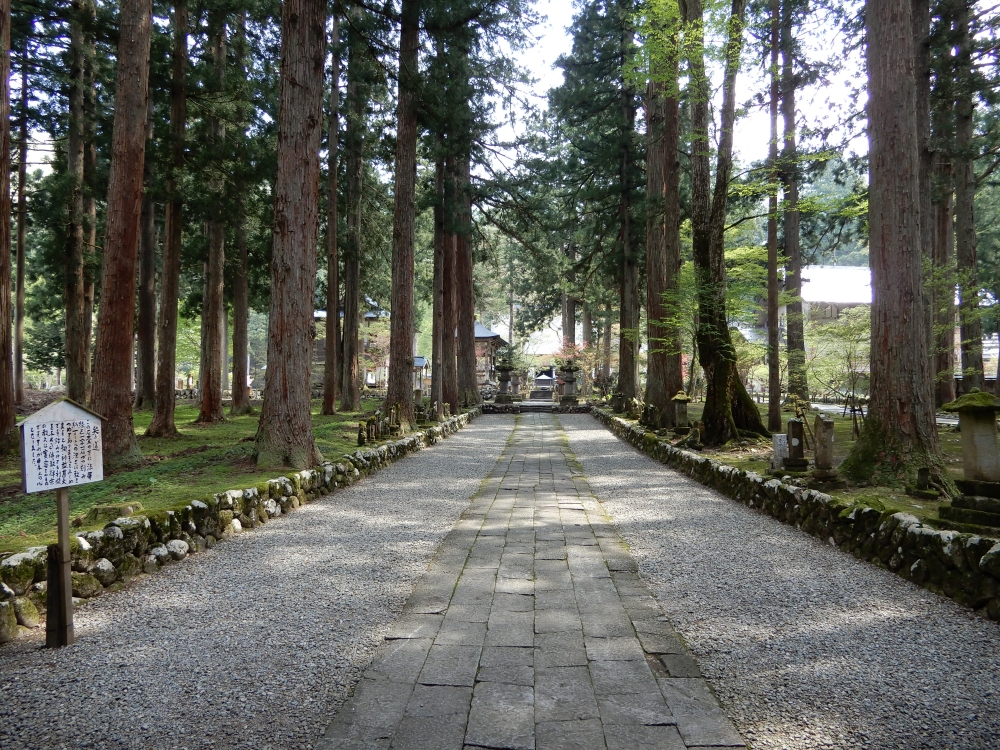
参道
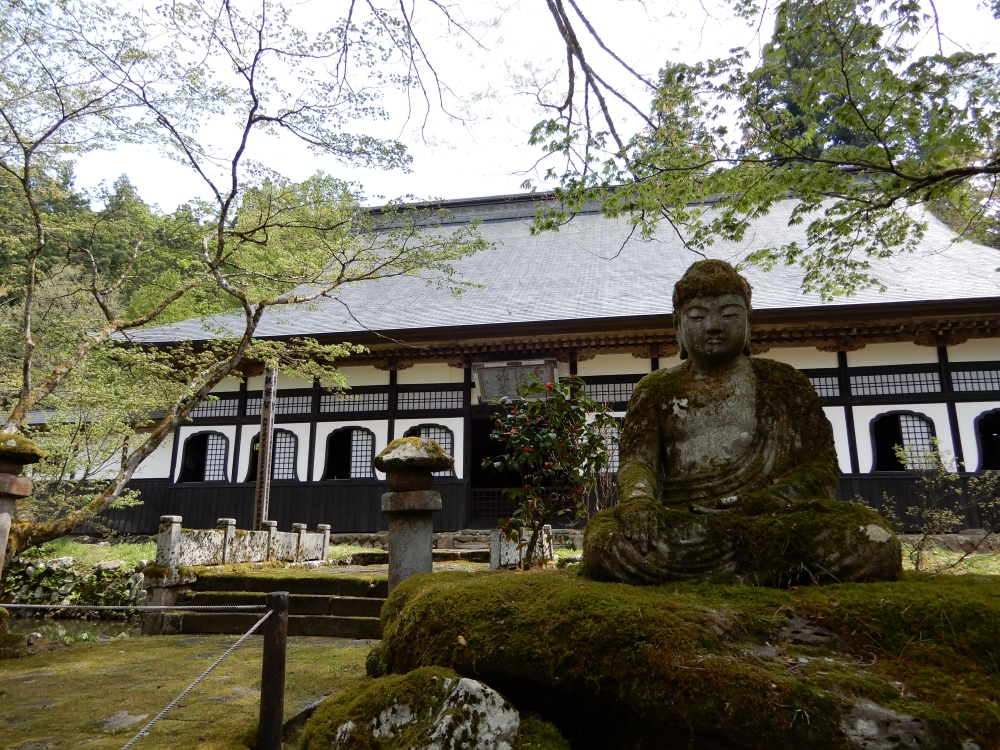
本堂
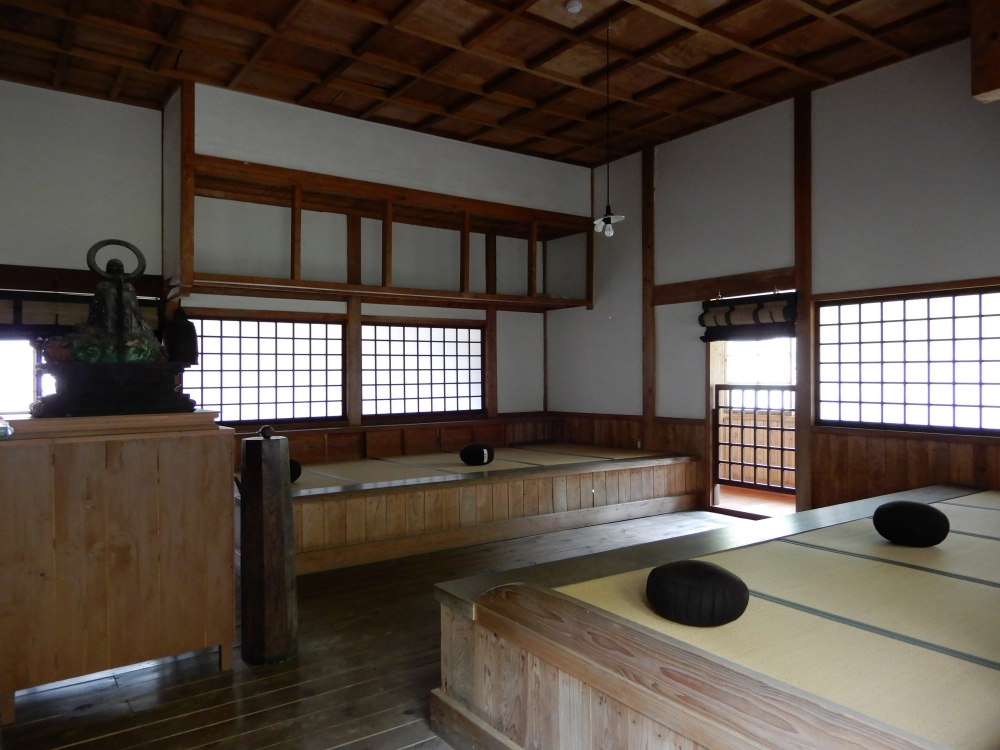
坐禅堂
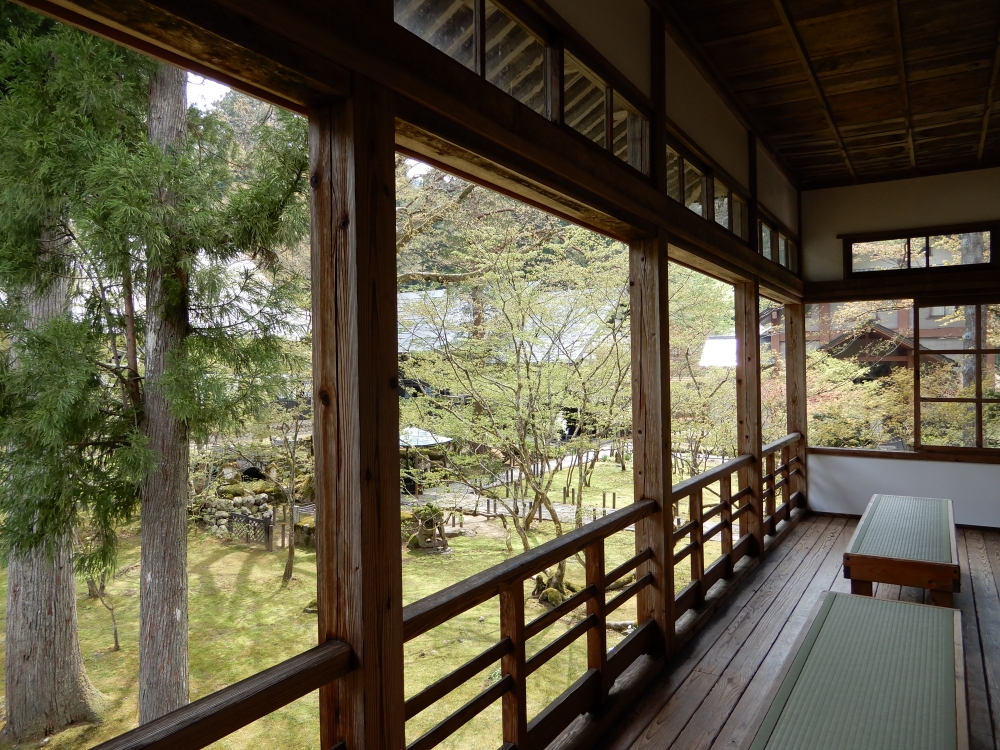
客殿

## 交通
新潟県南魚沼市雲洞660 駐車場あり
- 拝観料：大人300円
- JR上越線・北越急行ほくほく線 六日町駅から南東へ約5 km（車で約12分）
  - 同駅から南越後観光バス「六日町 = 沢口 = 清水 線」乗車（所要約10分）、「雲洞入口」バス停より徒歩約30分
- JR上越線塩沢駅から東へ約5 km（車で約10分）
- 関越自動車道塩沢石打インターチェンジより車で約20分
- 上越新幹線越後湯沢駅から車で約30分